# Variable omkostninger
De variable omkostninger (VC fra engelsk variable costs) er den del af omkostningerne som varierer med produktionens størrelse.
| Økonomi | Spire Denne artikel om økonomi er en spire som bør udbygges. Du er velkommen til at hjælpe Wikipedia ved at udvide den. |